# Легков, Станислав Николаевич
Станислав Николаевич Легков (28 февраля 1937, Ленинград — 6 сентября 2020, Санкт-Петербург) — хоровой дирижёр, профессор СПбГК, заслуженный деятель искусств Карельской АССР, заслуженный деятель искусств РФ.

## Биография
Окончил Хоровое училище имени М. И. Глинки (1955) и Ленинградскую консерваторию по классу хорового дирижирования А. Михайлова (1960).
Творческую деятельность начал в 1960 году в Южно-Сахалинске. В 1964—1969 годах был главным хормейстером Новосибирского театра оперы и балета. Затем был приглашен на должность доцента и заведующего кафедрой хорового дирижирования в Петрозаводский филиал Ленинградской консерватории, где руководил хором студентов дирижерско-хорового отделения (1969—1987). Под его управлением коллектив исполнял обширный разнообразный репертуар. В апреле 1985 года хор выступал в Малом зале Ленинградской консерватории, исполнив Мессу си минор Баха.
В 1972—1973 работал главным дирижёром Ленинградской академической капеллы им. М. И. Глинки. В 1975 году принял на себя руководство Вепсским народным хором, а спустя шесть лет организовал и возглавил Камерный хор Хорового общества Карельской АССР.
В апреле 1987 года был приглашён на работу в Государственный академический русский хор имени А. В. Свешникова в качестве главного дирижера. В 1989—1990 по приглашению главного дирижера Валерия Гергиева работал главным хормейстером в Театре оперы и балета им. С. М. Кирова. В 1990 создал государственный Камерный хор Смольного собора (ныне — Концертный хор Санкт-Петербурга), которым руководил до 1995.
С 1990 — преподаватель (с 1991 — профессор) кафедры хорового дирижирования Санкт-Петербургской консерватории, в 1991—2002 декан дирижёрского и режиссёрского факультетов. Преподаёт дирижирование в Хоровом училище. В 1995—2016 руководил Камерным хором консерватории. Гастролировал в городах СССР, Финляндии, Германии, Греции. Осуществил множество записей на фирме «Мелодия», в том числе произведений Г. В. Свиридова, Р. К. Щедрина, П. И. Чайковского (Литургия) и других русских и зарубежных композиторов.

## Основные премьеры
- Гайдн — Stabat mater
- Тищенко — 2-я симфония для хора и симфонического оркестра на стихи Цветаевой
- Шёнберг — Песни Гурре
- Стравинский — «Проповедь, притча и молитва»
- Белов — «Друзьям Людмилы и Руслана», концерт для смешанного хора и арфы; Вечерня
- Щедрин — «Запечатленный ангел»
- Патлаенко — Русия и меч